# Barthélémy Mésas
Barthélémy Mésas est un footballeur français né le 21 juillet 1931 à Marseille et mort le 30 décembre 2012 à Alès. Il était milieu de terrain.

## Biographie
Barthélémy Mésas rejoint l'Olympique de Marseille à l'âge de 17 ans, après une jeunesse passée au club de son quartier du Rouet. Il intègre le groupe professionnel en 1951. International militaire et espoirs, le gaucher évolue au sein du club phocéen jusqu'en 1958, disputant la finale de la Coupe de France 1953-1954 perdue contre l'OGC Nice. En 1958, il rejoint le SO Montpellier avec lequel il est champion de deuxième division en 1961.

## Palmarès
- Vainqueur de la Coupe Charles Drago 1957 avec l'Olympique de Marseille
- Finaliste de la Coupe de France 1953-1954 avec l'Olympique de Marseille
- Vainqueur du Championnat de France de D2 1960-1961 avec le SO Montpellier